# Compsibidion singulare
Compsibidion singulare är en skalbaggsart som först beskrevs av Pierre Émile Gounelle 1909.  Compsibidion singulare ingår i släktet Compsibidion och familjen långhorningar. Inga underarter finns listade i Catalogue of Life.